# Oxid palladnatý
Oxid palladnatý je oxid palladia, které je v něm přítomno v oxidačním stavu II. Připravuje se zahříváním palladia v kyslíku na teplotu 350 °C. Využívá se jako katalyzátor při hydrogenacích.